# 本特·埃里克松
本特·埃里克松（瑞典語：Bengt Eriksson，1931年1月22日—2014年11月19日），瑞典男子跳台滑雪、北欧两项运动员。他曾代表瑞典参加1956年和1960年冬季奥林匹克运动会，获得一枚银牌。